# Шульман, Соломон Ефимович
Соломон Ефимович Шульман (известен также как Сол Шульман и Семён Шульман; 20 января 1936, Бобруйск — 6 сентября 2017, Мельбурн) — писатель, кинорежиссёр и сценарист, путешественник. Получил известность, сняв более сорока документальных фильмов для телевизионной программы «Альманах кинопутешествий». Лауреат престижных журналистских премий.

## Биография
Родился 20 января 1936 года в Бобруйске (Белоруссия), в семье учителя и врача.
По первой своей профессии — инженер. В 1966 году окончил второе высшее учебное заведение — институт кинематографии (ВГИК), факультет кинорежиссуры.
Являлся одним из основателей популярнейшего документального сериала «Альманах кинопутешествий» (худ. руководитель Владимир Адольфович Шнейдеров), в котором проработал с 1963 по 1973 г. Автор более сорока док. фильмов, пяти художественных киносценариев, ряда литературных и публицистических произведений, опубликованных во многих странах мира.
Возглавляемые им киноэкспедиции можно было встретить в самых отдаленных уголках планеты — от Северного полюса, до вершин Памира, джунглей Африки, островов Океании, пустынь Австралии. Работал на киностудиях СССР, Югославии, Германии, США, Италии, Австралии.
Лауреат Союза журналистов СССР.
Член Президиума Евразийской академии телевидения и радио.
Член Союза кинематографистов и Гильдии кинорежиссёров России, член Союза писателей Москвы, член Гильдии драматургов Австралии.
Профессор итальянского Государственного университета. Его публичные выступления неизменно привлекали к себе многочисленные студенческие аудитории Италии, Англии, Германии, США, Австралии.
В последние годы жил в Мельбурне (Австралия).
Скончался 6 сентября 2017 года .

### Личная жизнь
В 1964—1967 годах состоял в гражданском браке с Татьяной Самойловой.

## Премии и награды
- 1964 — Первая премия Союза журналистов СССР по кино на Всесоюзном КФ в Ленинграде за документально-публицистический фильм «Среди белого дня» («Известия»,Москва, 10-08-1964).
- 1971 — Премия на Международном КФ в Чехословакии за док. фильмы «На склонах Эльбруса» и «В древней Хиве».
- 1976 — Первая премия на международном конкурсе кинодраматургов в Югославии за киносценарий «Катастрофа» («Новости»,Белград, 20-01-1976).
- 1998 — Лучшая книга месяца по разделу «Биографии» — оценка жюри профессиональной критики за книгу «Власть и Судьба» («Известия», Москва, 29-05-98 г.).
- 2006 — «Знак согласия» III степени, (Международная Конфедерация Журналистских Союзов, 2006 г.)

## Фильмография (сокращенная)

### Автор-режиссёр
- 1963 — Черные пески Кара-Кумов
- 1964 — Среди белого дня
- 1965 — Памир — крыша мира
- 1966 — Долина Сумбары
- 1967 — В сердце Африки
- 1968 — Землетрясение
- 1968 — Там, где зимуют корабли
- 1969 — На склонах Эльбруса
- 1969 — В древней Хиве
- 1970 — На краю земли
- 1971 — В скифских степях (Сиваш)
- 1973 — Алаид — огненный кратер
- 1974 — Страна моих врагов
- 1984 — Арт-Ново
- 1985 — Рождённые под водой
- 1990 — Художественные сокровища мира
- 2004 — Охотники за опалами
- 2006 — Белый человек в яме

### Сценарии
- 1968 — «Ядерный век» (СССР, Мосфильм)[17]
- 1975 — «Катастрофа» (Югославия, «FRZ»)
- 1978 — «Безмолвие» («The Silence», Австралия, «Victoria Film Corporation Co.»)
- 1980 — «Еврейская виза» («The Jewish Ticket», Австралия, «Australian Film Commission»)
- 2007 — «Полковник Кондо» (Казахстан, «Capital Group Ltd.SA»)

## Факт
В рассказе Дометия Завольского «Как мы с Мишкой прикоснулись к непознанному» из цикла «Мы с Мишкой и все тайны СССР» различные топографические пункты в «аномальной зоне» названы в честь советских уфологов В. Г. Ажажи и С. Е. Шульмана, популяризатора науки и автора юмористических мистификаций И. Вс. Можейко, а также Т. Е. Самойловой.